# تكرير السكر

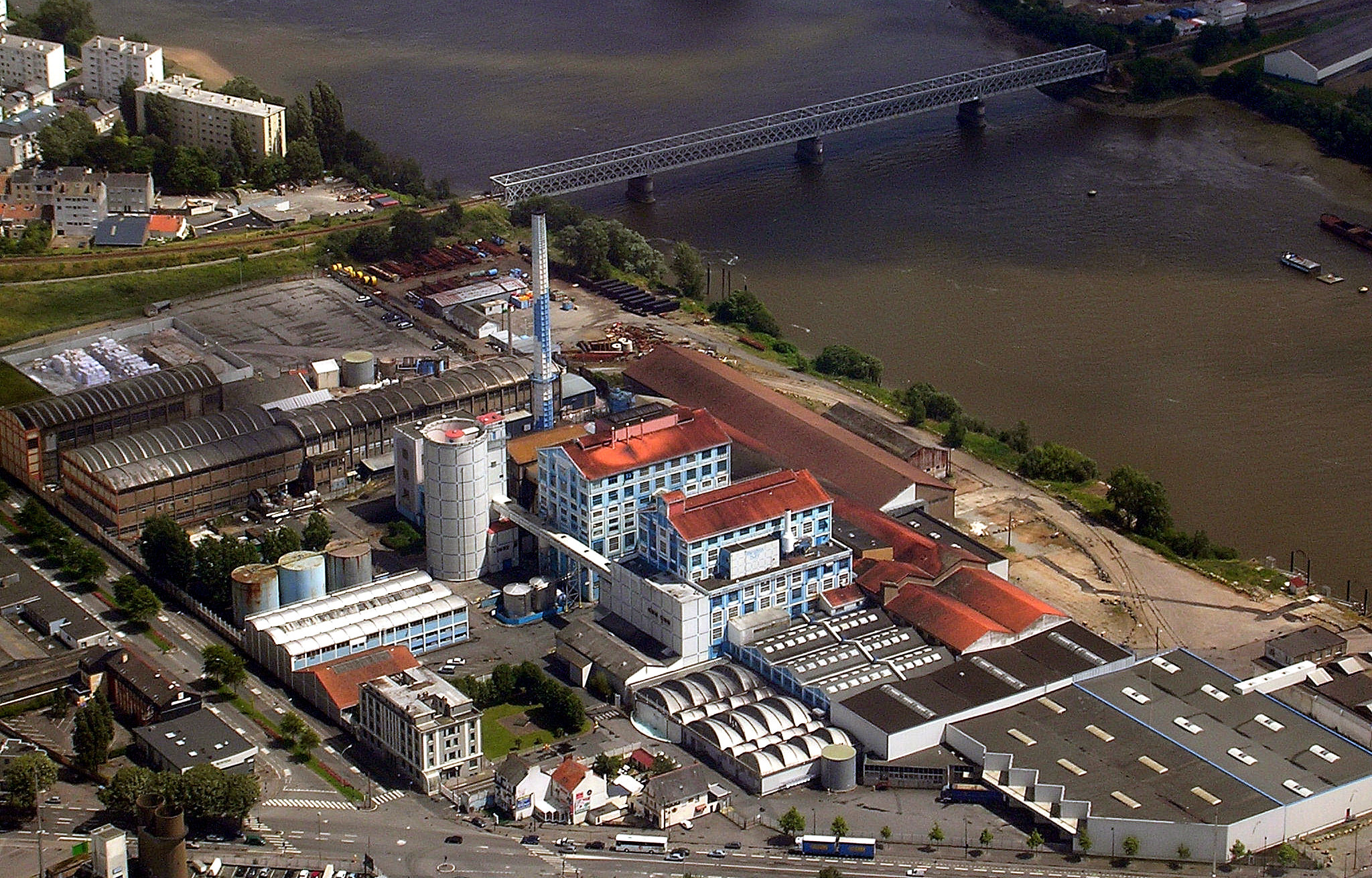
منشأة لتكرير السكر في مدينة نانت الفرنسية.

تكرير السكر هي عملية يستخلص فيها السكر من قصب السكر والشمندر السكري، ثم يخضع للسكر البني الخام إلى عمليات تنقية وتكرير كيميائية من أجل الحصول على السكر الأبيض المكرر. تقوم بعض المنشآت أحياناً بتكرير جزئي للسكر من أجل الحصول على سكر خام مكرر جزئياً.